# Австралопітек анамський
Австралопітек анамський (Australopithecus anamensis) — найбільш давній вид австралопітеків. Вперше знайдений у Кенії (Канапоя і Аллія Бей), описаний у 1995 році. Датується часом приблизно 4 млн років тому. Загалом відомо близько ста знахідок в Кенії та Ефіопії, що належать 20-ти особам.

## Загальна характеристика
Найдавніші залишки австралопітеків були знайдені в 1994–1997 рр. на території Канапоя і Аллія Бей, Кенія. Там в 1994–1997 рр. були знайдені зуби та фрагменти щелеп, а також кілька кісток скелета, що не відносилися до черепу. Ці матеріали, що мають вік від 4,2 до 3,9 млн р. тому., стали підставою до виділення такого виду, як Австралопітек анамський (Australopithecus anamensis). Його назва походить від слова «анам», що на місцевій мові означає «озеро». Така назва була обрана, тому що Канапоя, де була зроблена найперша знахідка, знаходиться на березі озера Туркана. Як і всі австралопітеки, Australopithecus anamensis, безсумнівно пересувався по землі без допомоги верхніх кінцівок. Його раціон, на відмінну від раціону людиноподібних мавп, включав переважно грубу, тверду рослинну їжу, про що свідчить збільшена — у порівнянні з ардипітеками та сучасними шимпанзе — товщина емалі на корінних зубах. Проміжна хронологічна позиція Australopithecus anamensis і відомі анатомічні характеристики цього виду дозволяють розглядати його, можливо як сполучну ланку між ардипітеком, з однієї сторони, і більш пізніми формами австралопітеків, з іншої.

## Навколишнє середовище
Австралопітек анамський був знайдений у Кенії, зокрема в затоці Аллія Бей, Східної Туркани. Завдяки аналізу стабільних ізотопних даних, вважається, що їхнє середовище було більш закритим лісовими масивами навколо озера Туркана, ніж це є зараз. Найбільша щільність лісових масивів у затоці Аллія Бей приходилась на територію яка простягалась вздовж річки Омо. Там, як вважають, були більш відкритими савани в кулуарах басейну або височинах. Аналогічно, завдяки дослідженням, вчені припустили, що середовище було набагато вологіше.